# Simion T. Kirileanu
Simion Teodorescu-Kirileanu (n. 7 martie 1879, Holda-Broșteni, jud. Neamț, astăzi - jud.Suceava – d. 17 aprilie 1926, comuna natală) a fost un  învățător, folclorist și publicist român, devotat slujitor al idealurilor de propășire socială și culturală a satului românesc. A fost fratele mai mic al cărturarului Gheorghe Teodorescu-Kirileanu.

## Biografie

### Familia
Părinți: Grigore și Ioana Chirileanu, tatăl fiind pădurar, vestit vânător de urși și pescar de lostrițe la Domeniul Regal Broșteni.
Născut la 7 martie 1879, în satul Holda (com. Broșteni, jud. Neamț, astăzi - jud. Suceava), Simion Teodorescu-Kirileanu rămâne orfan de mamă chiar la nașterea sa. Ca și fratele mai mare (Gheorghe T. Kirileanu), va fi crescut și purtat prin școlile primare și gimnaziale de bunicii dinspre mamă – preotul Teodor Ioanovici (numit de enoriași Popa Todică) și soția sa, Axinia. Acesta este și motivul pentru care cei doi au și patronimicul Teodorescu.
Copii: Rodica (profesoară), Decebal (medic veterinar), Todică (medic pneumolog), Cătălin (funcționar financiar).

### Studii
Urmează cursurile primare și gimnaziale în Broșteni (învățător - viitorul folclorist și publicist Mihai Lupescu), apoi Școala Normală „Vasile Lupu” din Iași (promoția 1893-1897). 

### Cariera
Simion T. Kirileanu își începe cariera la Orfelinatul Agricol „Ferdinand”  din Zorleni, sub direcția fostului său dascăl de la Broșteni, Mihai Lupescu, unde lucrează cu acesta atât pe tărâmul pedagogic, cât și pe cel cultural și social. Pentru a-și putea pune în aplicare convingerile pedagogice sociale, se retrage în anul 1906 în satul său natal Holda, unde vreme de 20 de ani va lucra cu devotament la ridicarea materială, morală și culturală a fraților săi țărani, din mijlocul cărora plecase cu ani in urmă.
	În 1914 se ridică la Holda – prin stăruința sa – o școală impunătoare, care a rămas multă vreme mândria plăieșilor de pe Valea Bistriței, îmbunătățind simțitor prezența școlară, deplorabilă pâna la venire sa in Holda.
	Convinge sătenii să își sădească livezile cu pomi fructiferi și să își creeze stupine  aducătoare de venituri.
	De asemenea stăruiește la înființarea unei școli de meserii la Broșteni, îndemnând elevii săi să urmeze aceste școli.
	Înființează Casa de Sfat si citire Preotul Todică, pe care o înzestreză cu o bibliotecă bogată și potrivită gustului și înțelegerii sătenilor.
O frumoasă și pilduitoare activitate a dus-o în Cercul Deșteptarea Sătenilor, întemeiat de un grup de învățători în frunte cu Nicolae Stoleru, în jurul cărora și-au pus umărul Simion T. Kirileanu, P. Gheorghiasa, Alexandru Vasiliu Tătăruși, Vasile Tomegea, Leon Mrejeru, Gh. Rădășanu și alții. Cercul acesta avea ca scop luminarea și îmbunătățirea vieții țăranilor. Ca fapt concret, în vedere realizării acestui deziderat, truditorii de la cercul Deșteptarea au scos ani de zile o foarte interesantă gazeta scrisă pentru popor, numită Vestitorul Satelor. De asemea editau anual un instructiv almanah, iar în cadrul bibliotecii Cercului au tipărit numeroase broșuri cu caracter social, educativ, patriotic și moral, pe care le răspândeau în mijlocul sătenilor pentru a-i lunina și a le arăta calea belșugului și a fericirii.
Eforturile lui Simion T. Kirileanu pe tărâmul literar s-au concentrat asupra educației poporului (sătenilor), cu o atenție specială asupra folclorului.

## Activitatea literară
A debutat publicistic în revista „Șezătoarea” (1898). A participat, alături de Artur Gorovei, Mihail Sadoveanu, Nicolae Stoleriu, la înființarea publicațiilor: „Răvașul poporului”, „Vestitorul satelor”, apoi, alături de Petre Gheorghiasa și Nicolae Stoleriu, la „Calendarul sătenilor”. A colaborat la multe publicații ale vremii, precum: „Albina”, „Almanahul învățătorilor”, „Calendarul gospodarilor”, „Calendarul „Ion Creangă”, „Calendarul pentru toți fiii României”, „Calendarul poporului bucovinean”, „Calendarul poporului român”, „Calendarul satelor”, „Calendarul sătenilor”, „Floarea darurilor”, „Gazeta săteanului”, „Ion Creangă”, „Lamura”, „Luceafărul”, „Răvașul poporului”, „Șezătoarea”, „Vestitorul satelor” 

Pe lângă aceste colaborări,  Simion T. Kirileanu a publicat o serie de volume.

### Scrieri (selectiv)
- Povești poporale cu cuprins moral, Editura Cuircu, Brașov, 1899
- Păcală - întâmplări din viața sa, Editura Cuircu, Brașov, 1899
- Ștefan Vodă cel Mare și Sfânt – istorisiri și cântece populare,Tipografia Aurora, Focșani, 1903
- Amintiri ale poporului despre Ștefan cel Mare și Sfânt, Publicată de Ministerul Școalelor, 1904
- Cine dă un bou, Dumnezeu îi dă doi, Editura Cuircu, Brasov, 1907
- Povești poporale cu cuprins moral, Tipografia Gutenberg, Folticeni, 1909
- Cuza Vodă – istorisiri pentru popor, 	Tipografia și Librăria L. Steinberg, Piatra Neamț, 1909
- Cântece voinicești și oștășești, Editura Bibliotecii Steaua, București, 1910 (Ediția a II-a, 1912)
- Frământături de limbă (păcălituri), Editura Bibliotecii Folcloristice din Craiova, 1913
- Din viața Regelui Carol I și a reginei Elisabeta, Biblioteca Administrației Domeniului Coroanei, București, 1916
- Comoara Sufletuiui, cîntece poporale, Editura Școala Română, Suceava, 1920
- Povești Basarabene, Editura Cultura Naționala, București, 1922, 187p
- Proverbe Agricole. Învățături pentru plugari, Editura Cultura națională, București, 1923
- Ștefan Vodă cel Mare și Sfânt – istorisiri și cântece populare, 1924
- Povești Morale, Ediția a II-a sporită și îmbunătățită, Editura Casei Școalelor, 1 vol. 1927-1928
- Povești Basarabene, Edițtia a II-a, Editura Casei Scoalelor, 1942
- Faptele și vitejiile lui Ștefan cel Mare și Sfânt, Editura Casa Școalelor, 1943